# Kostel svatého Martina a Navštívení Panny Marie (Liběšice)
Kostel svatého Martina a Navštívení Panny Marie je zbarokizovaná, původně románská sakrální stavba v Liběšicích u Žatce v Ústeckém kraji. Od 1. ledna 2004 byl prohlášen poutní svatyní. Je chráněn jako kulturní památka České republiky.

## Historie a stavební vývoj

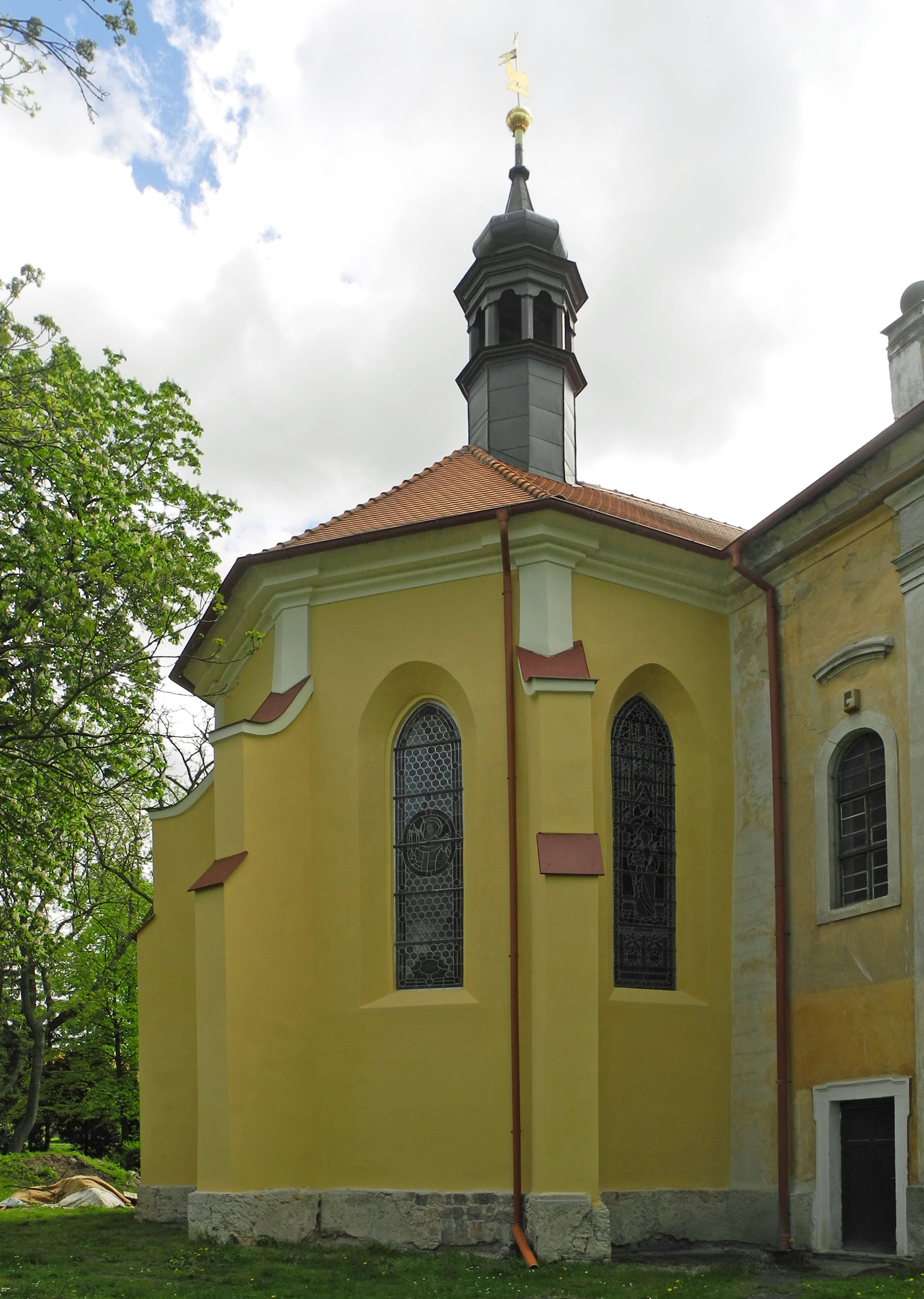
Gotický presbytář

Nejstarší písemná zmínka o kostele je z roku 1359. Patronátní právo k němu tehdy drželi majitelé hradu v Líčkově, v tomto případě Jan, syn chebského měšťana Martina. Farář tehdy od Jana obdržel finanční částku na vydržování druhého duchovního, který měl v kostele sloužit. Liběšická farnost patřila mezi ty bohatší. V letech 1369–1385 platila 27 grošů papežského desátku ročně, v roce 1399 už dvojnásobek. Tento poplatek patřil k nejvyšším v celém žateckém arciděkanátu. Známá jsou i jména dvou farářů ze začátku 15. století: v roce 1404 nahradil zemřelého Vlastibora kněz Pavel.
Stávající patrocinium ale není původní. Zatímco v nejstarší písemné zmínce ani v registrech papežských desátků zasvěcení kostela uvedeno není, v roce 1363 uváděl do funkce faráře kostela v Dobříčanech duchovní správce z Liběšic z kostela svatého Jakuba. Ke změně zasvěcení mohlo dojít až v 15. století.
V roce 1405 založili bratři Matyáš, Otík a Ješek Žáček, rytíři z Tuchořic nadaci, z jejíž prostředků měl být v kostele zřízen mariánský oltář s kaplí. Kromě peněz do nadace zahrnuli také dvůr s polem v Liběšicích a čtvrt lánu lesa zvaného Rybník u Tuchořic. Král Václav IV. zvláštní listinou nadaci potvrdil a uložil purkrabímu Pražského hradu, aby nadaci vzal v ochranu.
Stavba kaple probíhala zřejmě za úřadu faráře Václava, který přišel v říjnu 1406 do Liběšovic z Radnic. Václava v roce 1417 vystřídal Soběslav, který v Liběšicích zemřel roku 1434. Souvislá řada duchovních správců pak začíná až rokem 1644, kdy byla obnovena farnost. Prvním katolickým farářem byl P. Andreas Rana, který také založil matriky. Roku 1743 vyhořela farní budova, hned následujícího roku byla postavena nová, stávající.

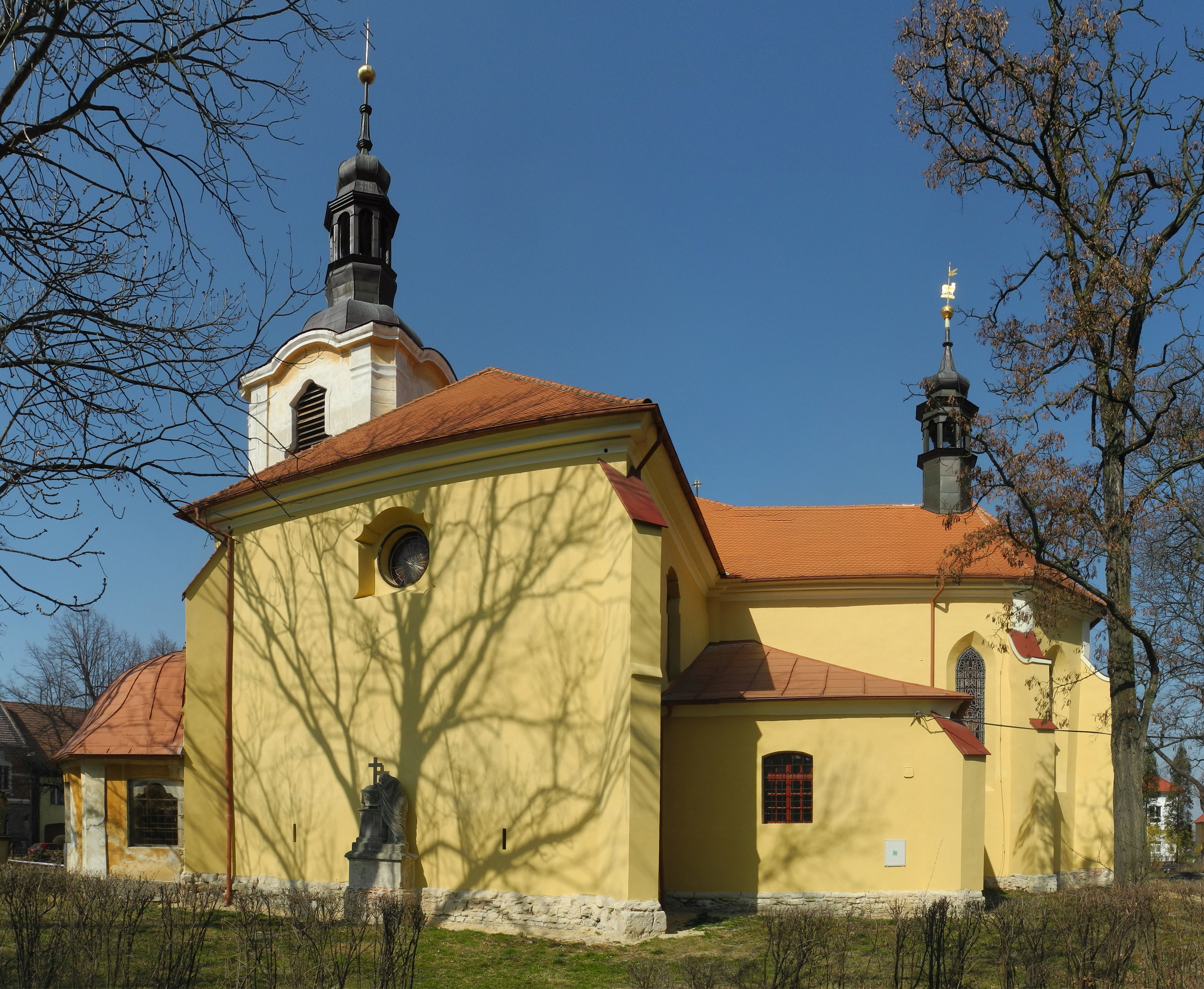
Sakristie a mariánská kaple

Při stavebním průzkumu kostela se zjistilo, že byl původně postavený už někdy v první polovině 13. století, tedy v době pozdně románské, a nikoliv gotické, jak se dosud předpokládalo. Z nejstaršího období stavby pochází jihozápadní nároží lodi navazující na mariánskou kapli, tvořené románským kvádříkovým zdivem. Románské jsou dále kamenické prvky, druhotně použité na ostění západního půlkruhového portálu do věže. Jedná se o klenáky s rozvilinami a palmetami. Románské kvádry byly sekundárně použity také na západním průčelí věže do úrovně prvního patra.
Někdy ve 2. polovině 14. století byl románský kostel přestavěn. Rozšířený byl směrem a sever a východ, kde byl postavený stávající presbytář. Další stavební akcí bylo zmíněné postavení mariánské kaple, k němuž došlo zřejmě ještě v prvním desetiletí 15. století. Zároveň s ní se stavěla také mimořádně prostorná sakristie, která co do rozměrů a umístění při jižní straně presbytáře nemá u středověkých kostelů v širším okolí analogii. V 16. století byla postavena stávající věž, která zřejmě nahradila původní románskou.

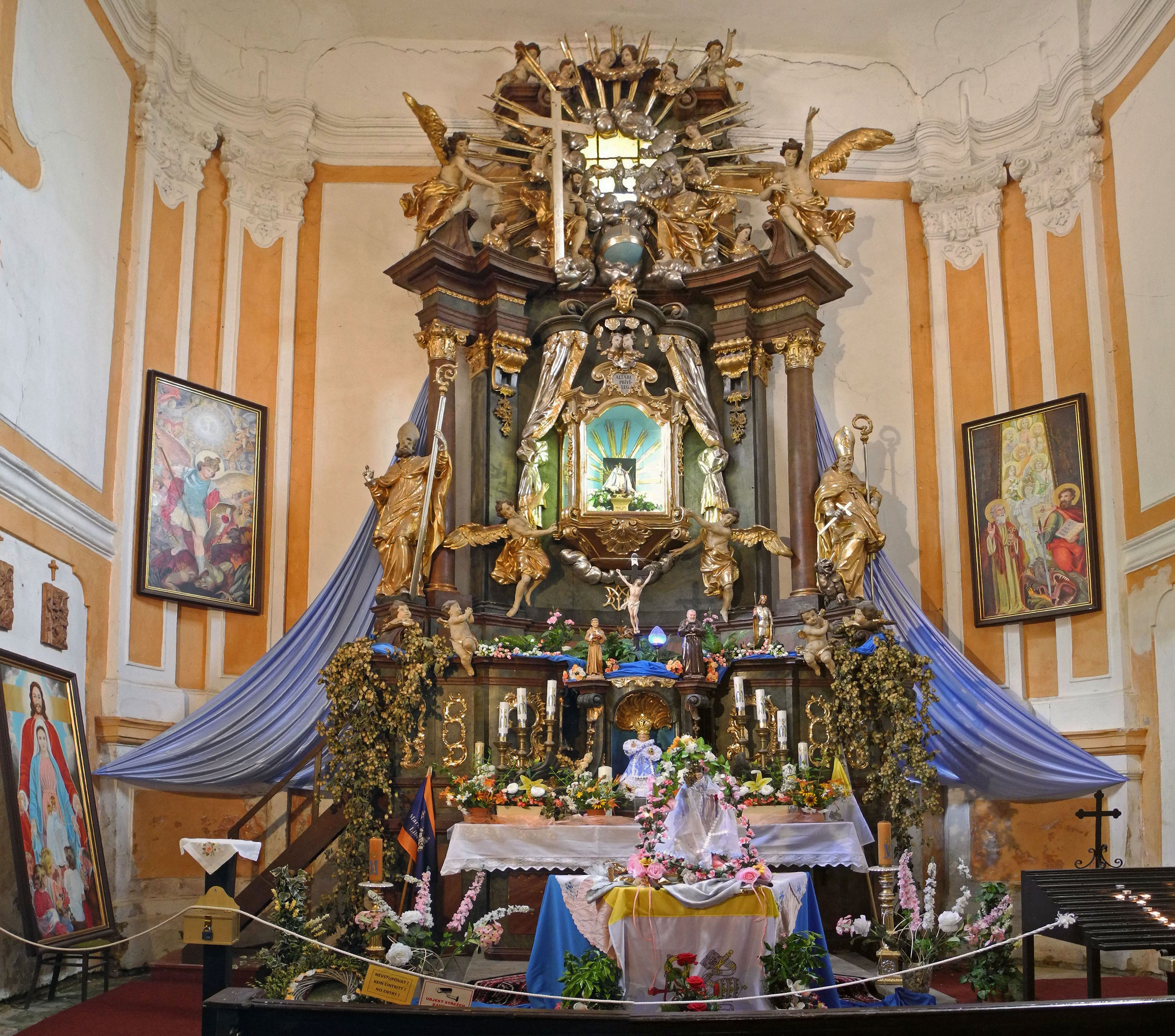
Mariánský oltář

 V polovině 18. století došlo k barokním úpravám kostela. V roce 1750 bylo dřevěné zvonové patro věže nahrazeno podle projektu žateckého stavitele Martina Thomase Loschyho zděným. Přibližně v téže době vzniklo severní průčelí kostela s oratoří a boční loď s kruchtami. V roce 1765 byla realizována pohřební kaple. Všechny tyto úpravy včetně nového vybavení interiéru a štukové výzdoby souvisely s novým postavením kostela jako poutního místa.
V roce 1823 získal dobříčanské panství s Liběšicemi Vincenc Zessner ze Spitzenberga, za nějž byla roku 1825 postavena kostnice s márnicí a v roce 1832 upravena věž. V osmdesátých a devadesátých letech 19. století byl kostel jak vně, tak i uvnitř upravován. Na počátku 20. století (asi v roce 1929) byla nahrazena gotická klenba presbytáře valenou klenbou s lunetami.
Dne 1. ledna 2004 byl kostel povýšen v období episkopátu litoměřického biskupa Josefa Koukla na diecézní poutní svatyni a byl přidán titul Navštívení Panny Marie. Vyvrcholením poutí je červencový oktáv (osmidení) Navštívení Panny Marie (původní oslava před liturgickou reformou připadá na 2. července) a hlavní pouť se koná každoročně o první červencové neděli. Kostel je na začátku 21. století k nahlédnutí zpřístupněn každý den.
V rámci Programu záchrany architektonického dědictví bylo v letech 1995–2014 na opravu památky čerpáno 2 430 000 Kč.
| rok    | 2006 | 2007 | 2008 | 2009 | 2010 |
| ------ | ---- | ---- | ---- | ---- | ---- |
| částka | 800  | 400  | 400  | 500  | 330  |

## Architektura
Kostel byl původně jednolodní. Presbytář je obdélný, pětiboce uzavřený s opěráky; má mělkou boční loď s emporou na severní straně. Na západě kostela se nachází hranolová věž. Čtvercová sakristie, mariánská kaple a hrobní kaple se nacházejí po jižní straně kostela. Severní boční fasáda je řešena jako hlavní průčelí, které je pětiosé se středovým rizalitem. Je členěno pilastry a vyvrcholeným štítovým nástavcem. V nice se nachází barokní socha svatého Jana Křtitele, na volutách pak andílci. Na presbytáři jsou vysoká hrotitá okna a odstupněné opěráky. Hranolová věž s vyžlabeným nárožím je členěna pilastry, kasulovým oknem (oknem ve tvaru kněžského ornátu) a zbytnělou rokokovou ornamentikou. Věž je ukončena cibulovou bání. Presbytář kostela je sklenut valeně s lunetami. Závěr kostela je sklenut paprsčitě. Loď má plochý strop; boční loď je zaklenuta dvěma plochými plackovými klenbami podklenutými křížovými pásy. V mariánské kapli je strop s fabionem a v hrobní kapli je kupole na lunetách s rokokovou štukovou dekorací. Stěny presbytáře, lodi kostela i mariánské kaple jsou členěny dvojicemi jónských pilastrů. Jsou vymalovány a vyzdobeny rokokovými motivy. Tato úprava vznikla patrně v roce 1938, kdy byl namalován obraz Svaté rodiny na jižní stěně presbytáře.

## Zařízení kostela

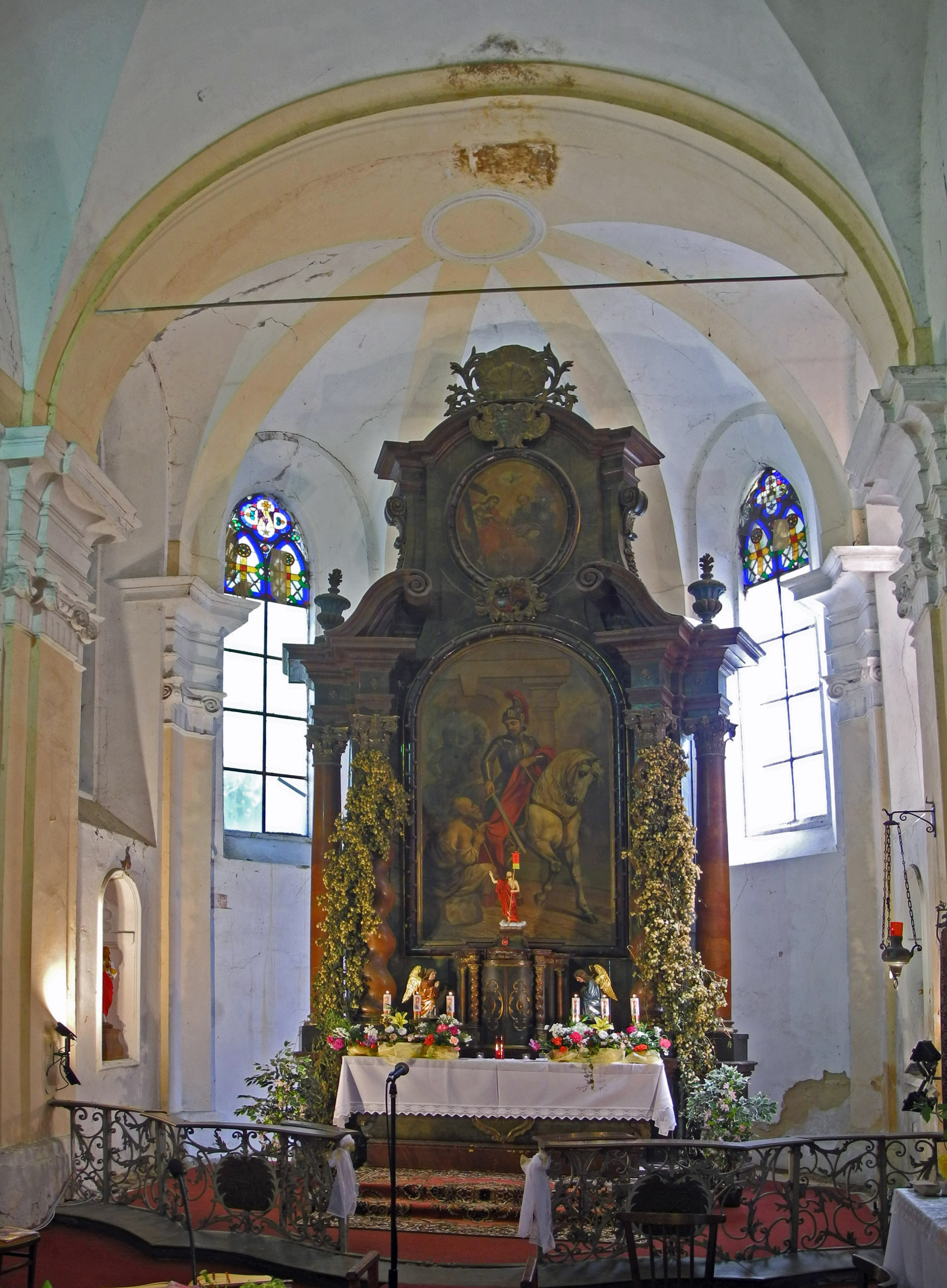
Hlavní oltář

Hlavní oltář je barokní. Byl zhotoven v první polovině 18. století. Oltářní obraz svatého Martina pochází od Augusta Zessnera ze Spitzenbergu z roku 1872 a obraz Nejsvětější Trojice je od J. Roitha z roku 1827. V kostele jsou boční oltáře: svatého Jana Nepomuckého a svaté Barbory z druhé poloviny 18. století. Ty jsou opatřeny obrazy světců a reliéfy na menze. Kazatelna pochází z roku 1744. Na bočním oltáři svaté Barbory je rokoková soška Immaculaty, barokní sochy svatého Václava a svatého Víta, a barokní krucifix. Na empoře se nachází pozdně gotický krucifix. Křížová cesta pochází z první poloviny 19. století a je malována na plechu. Malovaná okna presbytáře pocházejí z roku 1900.
V mariánské kapli je rokokový oltář s vysokou predellou s andílky. V jeho oltářní skříni je umístěna soška Panny Marie nesené anděly, sochy svatého Mikuláše a Prokopa. V nástavci oltáře je zobrazena Nejsvětější Trojice. Klasicistní zpovědnice s pseudorokokovým nástavcem pochází z konce 18. století. V kostele je čtrnáct obrazů světců z první poloviny 19. století, které jsou malovány na plechu. Varhany pocházejí z roku 1907. Vyrobil je varhanářský závod Rieger z Krnova.
V hrobní kapli je památník rodiny Zessnerů ze Spitzenbergu s hrobkou z 19. století a klasicistním pomníkem z roku 1795. V sakristii se nachází socha Vítězného Krista datovaná do druhé poloviny 18. století.

## Poutní místo

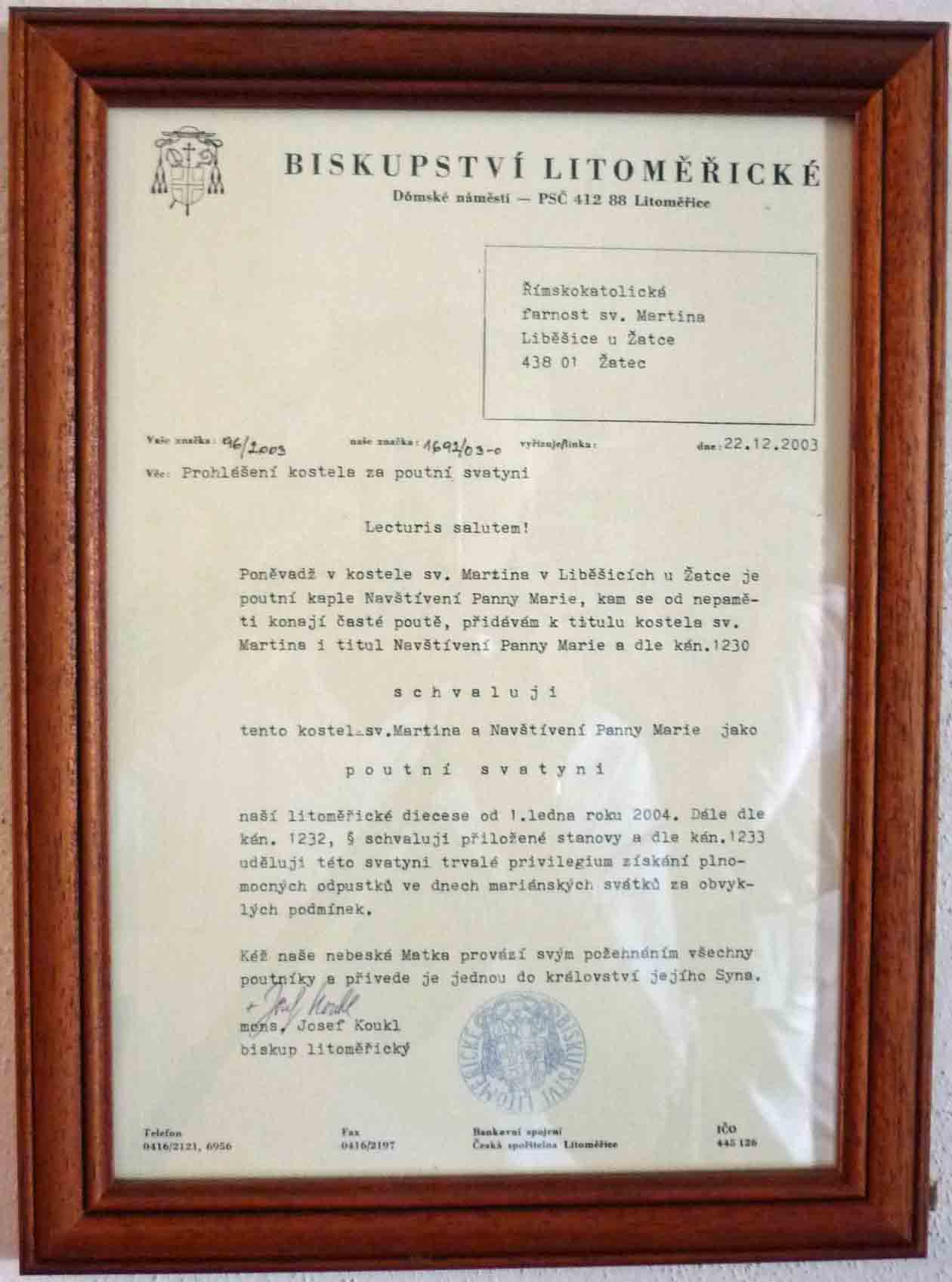
Dekret o jmenování kostela poutní svatyní

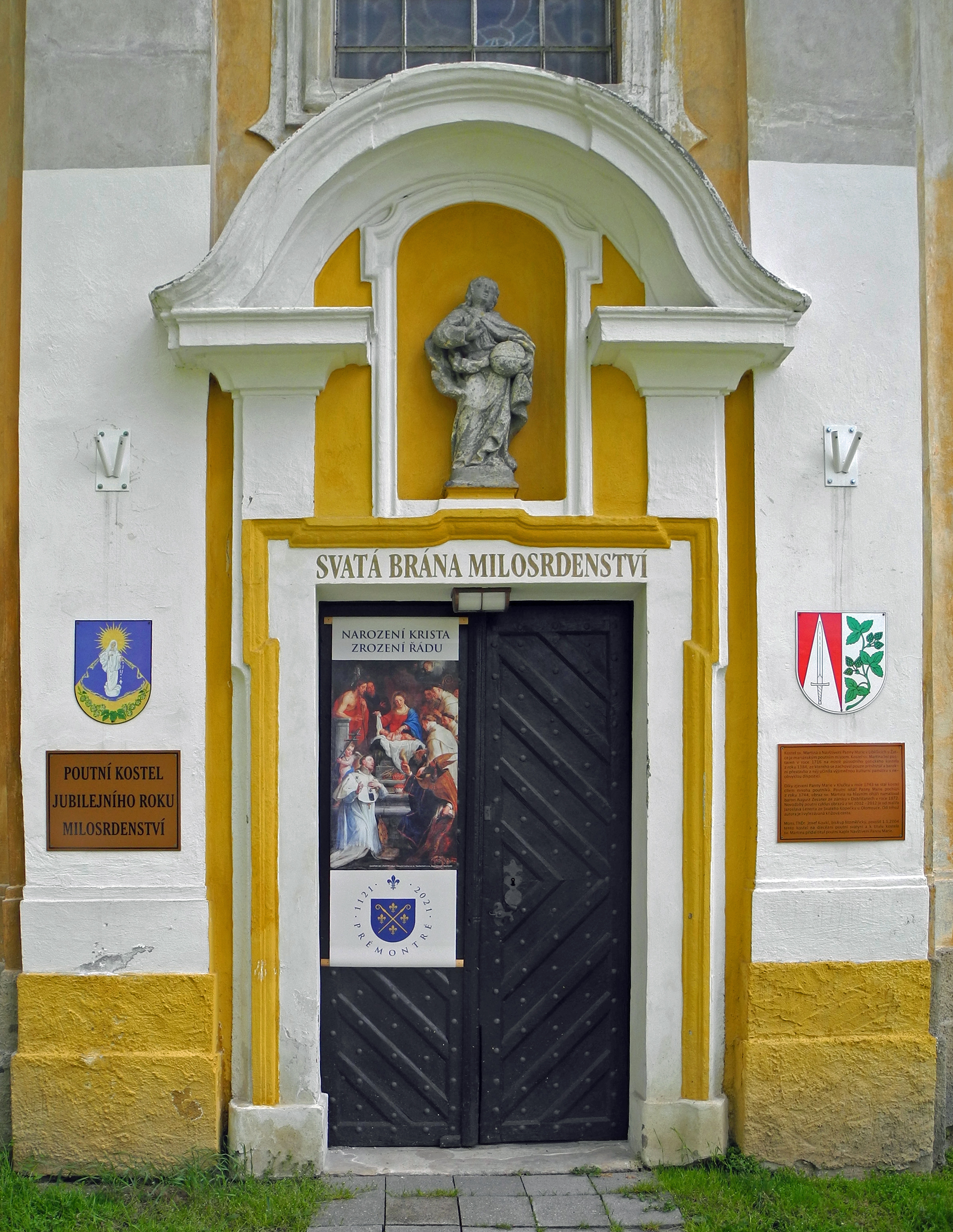
Portál – Svatá brána

Vznik poutního místa je spojen s událostí v přifařené sousední vesnici Kluček (dnes součást Liběšic). Kolem roku 1743 měla zde Panna Maria zachránit sedláka Josefa Habla se synem, pod nimiž velká voda strhla most. Na místě , kde k zázraku mělo dojít, byla postavena výklenková kaplička se soškou Panny Marie Altöttinské. V roce 1753 byla soška za účasti sedmi tisíc lidí přenesena do liběšického kostela. Od této chvíle se Liběšice staly poutním místem, kam přicházelo mnoho lidí i ze vzdáleného okolí. Otázkiu je, zde je soška původní.

## Svatá brána
U příležitosti Mimořádného Svatého roku Božího milosrdenství otevřel biskup Jan Baxant 20. prosince 2015 vchodové dveře kostela jako Svatou bránu s možností získat odpustky podle propozic encykliky Misericordiae vultus, kterou vydal papež František. Jedná se o druhou Svatou bránu v roce Božího milosrdenství, po litoměřické katedrále, která byla v litoměřické diecézi otevřena.

## Okolí
Poblíž kostela je barokní fara z roku 1744, která byla rozšířena v roce 1875. Je obdélná s mansardovou střechou. Vjezdní brána do fary je opatřena soškou svatého Floriána.